# Sylwester Śmigiel
Sylwester Śmigiel (ur. 26 września 1961 w Lipnie) – polski przedsiębiorca, od 1991 do 1994 wojewoda włocławski.

## Życiorys
Był uczniem Liceum Ogólnokształcącego w Lipnie, zajmował się wówczas kolportażem wydawnictw drugiego obiegu. W latach 80. współpracował z opozycją demokratyczną. Jest absolwentem Szkoły Głównej Gospodarstwa Wiejskiego i filozofii na Uniwersytecie Warszawskim. Po studiach był pracownikiem naukowym w Katedrze Chemii Rolniczej SGGW. Od 1991 do 1994 zajmował stanowisko wojewody włocławskiego. Należał w tym okresie do Kongresu Liberalno-Demokratycznego, później wycofał się z bieżącej polityki. Od 1994 związany z branżą LPG. W latach 1994–1996 pracował dla SHV Energy w Holandii. Po powrocie do Polski podjął pracę w związanej z tym koncernem spółce akcyjnej Gaspol. Pełnił funkcję prezesa zarządu tej spółki. W latach 2005–2011 był przewodniczącym Polskiej Organizacji Gazu Płynnego i członkiem Europejskiej Organizacji Gazu Płynnego (AEGPL) w Brukseli. W 2011 został członkiem zarządu AEGPL. Jest także przewodniczącym Forum Rozwoju Efektywnej Energii FREE. W 2022 wszedł w skład rady nadzorczej przedsiębiorstwa GASPOL, został też dyrektorem generalnym spółki SHV Gas Supply & Risk Management w Paryżu, wchodzącej w skład kompanii SHV Energy zajmującej się zaopatrzeniem i sprzedażą hurtową LPG.

## Odznaczenia i wyróżnienia
Odznaczony Krzyżem Kawalerskim Orderu Odrodzenia Polski (2017), Krzyżem Wolności i Solidarności (2014), Srebrnym Krzyżem Zasługi (2016), Medalem Stulecia Odzyskanej Niepodległości (2019) i Złotą Odznaką „Zasłużony dla Ochrony Przeciwpożarowej” (2017). Wyróżniony Medalem Marszałka Województwa Kujawsko-Pomorskiego „Unitas Durat Palatinatus Cuiaviano-Pomeraniensis” oraz Medalem „Opiekun Miejsc Pamięci Narodowej”.